# Jesús López (pel·lícula de 2021)
Jesús López és una pel·lícula dramàtica argentina dirigida per Maximiliano Schonfeld que es va estrenar al Festival Internacional de Cinema de Sant Sebastià al setembre de 2021.

## Argument
Un jove pilot de carreres anomenat Jesús López mor en un accident de trànsit. Els seus pares queden commocionats i una fosca ombra plana sobretot el poble del qual procedeix Jesús. Només quan comencen a integrar en les seves vides al seu cosí Abel, a qui demanen que es quedi amb ells uns dies després del funeral del seu fill, sembla que la tristesa general es dissipa.
Abel intenta assumir el paper de Jesús, la qual cosa la gent del poble tolera al principi, però que li causa cada vegada més malestar. No obstant això, Abel se sent ara bastant còmode en la seva nova vida i no vol renunciar a ella tan fàcilment. Sempre havia admirat a Jesús, aquest home alt, maco i molt segur de si mateix. Li agrada portar la seva roba, sortir amb l'antiga colla de motoristes de Jesús i escoltar música amb ells.

## Repartiment
- Lucas Schell: Jesús López
- Joaquín Spahn: Abel
- Sofía Palomino: Azul
- Alfredo Zenobi: Cacho, pare de Jesús
- Paula Ransenberg: Irene, mare de Jesús

## Producció

### Equip de filmació i repartiment

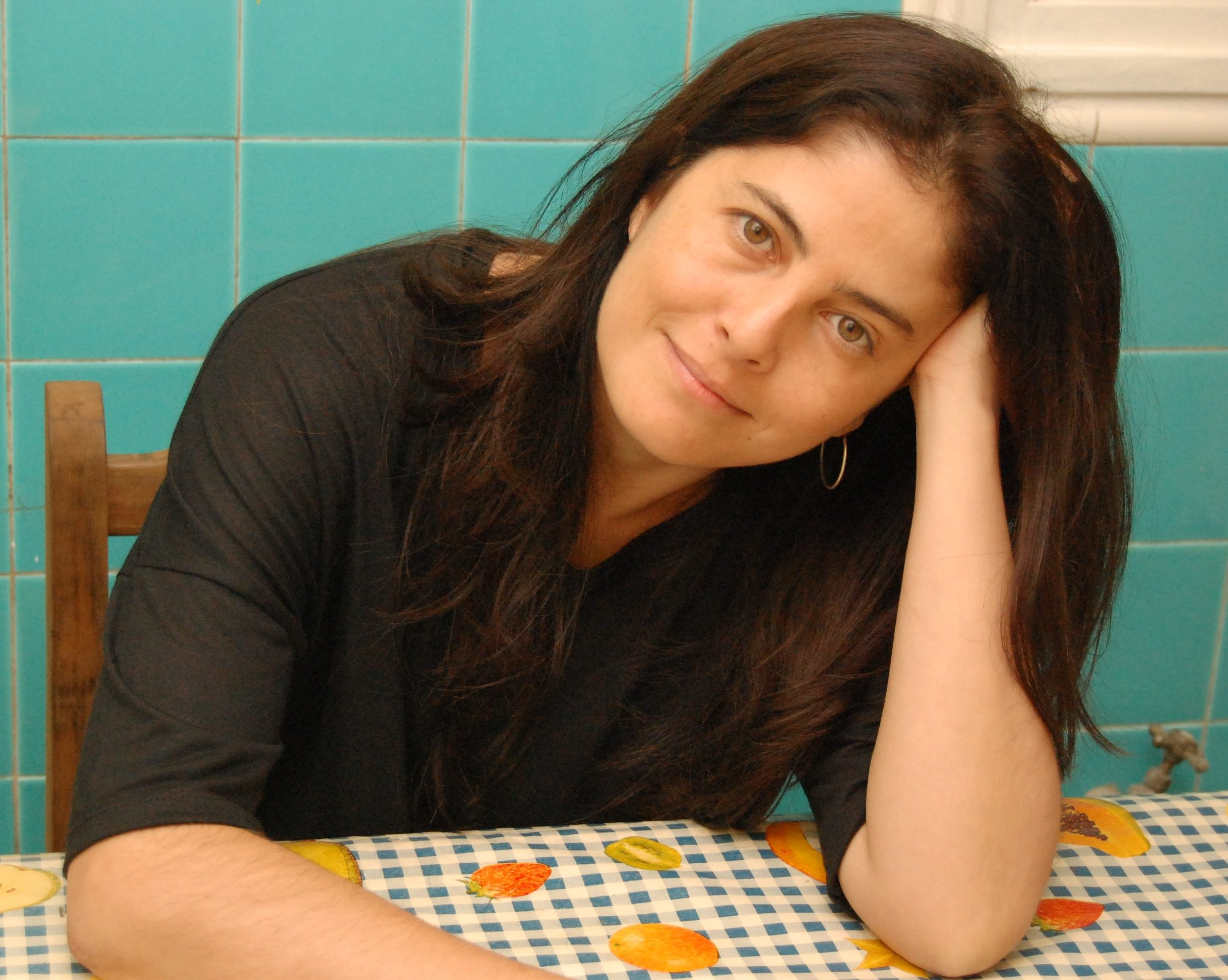
Al costat de l'escriptora argentina Selva Almada, Maximiliano Schonfeld també va escriure el guió de Jesús López

El director va ser Maximiliano Schonfeld. Va estudiar a l'Escola Estatal de Cinema de Buenos Aires i va ser ajudant de direcció de Rodrigo Moreno i Víctor Kozakovzky. En 2012 va presentar la seva opera prima Germania en el Filmfest d'Hamburg. Juntament amb l'escriptora argentina Selva Almada, Schonfeld també va escriure el guió de Jesús López. Un bon punt de partida per a la història de la pel·lícula va sorgir després d'una trobada amb un jove del poble de María Luisa durant els preparatius del rodatge de la pel·lícula de Schonfeld La escarcha negra. Aquest jove, que es deia Abel com el personatge de la pel·lícula, acabava d'acabar l'escola, treballava amb el seu pare en el camp i buscava una manera de sortir d'allí.

### Filmació i música de cinema
Federico Lastra va actuar com a director de fotografia. Igual que amb les pel·lícules anteriors de Schonfeld, el rodatge va tenir lloc en la província d'Entre Ríos, en el nord-est de l'Argentina, una àrea poblada per molts alemanys del Volga. Hi ha una gran escena de heavy metal a la zona, que Schonfeld també va incorporar de nou a Jesús López . La trobada motera més gran de Sud-amèrica es duu a terme a la ciutat de Diamante. La pel·lícula està modelada pel seu estil de vida i aquesta música. La música de la pel·lícula en si és de Jackson Souvenirs, un duo format per Javier Diz i Norman MacLoughlin.

## Premis i nominacions
Festival de Cinema de Mar del Plata 2021
- Premi a la Millor Pel·lícula Llatinoamericana (Maximiliano Schonfeld)[6]

Festival Internacional de Cinema de Sant Sebastià 2021 
- Nominació al Premi Horizontes (Maximiliano Schonfeld)[7]

Premis Cóndor de Plata 2023
- Nominació a 11 categories (millor pel·lícula, director, Premi del públic BA Audiovisual, revelació masculina, guió original, fotografia, muntatge, direcció artística, so, música i direcció de càsting), però només va guanyar ex-aequo la de millor guió original.[8]